# John Curwen

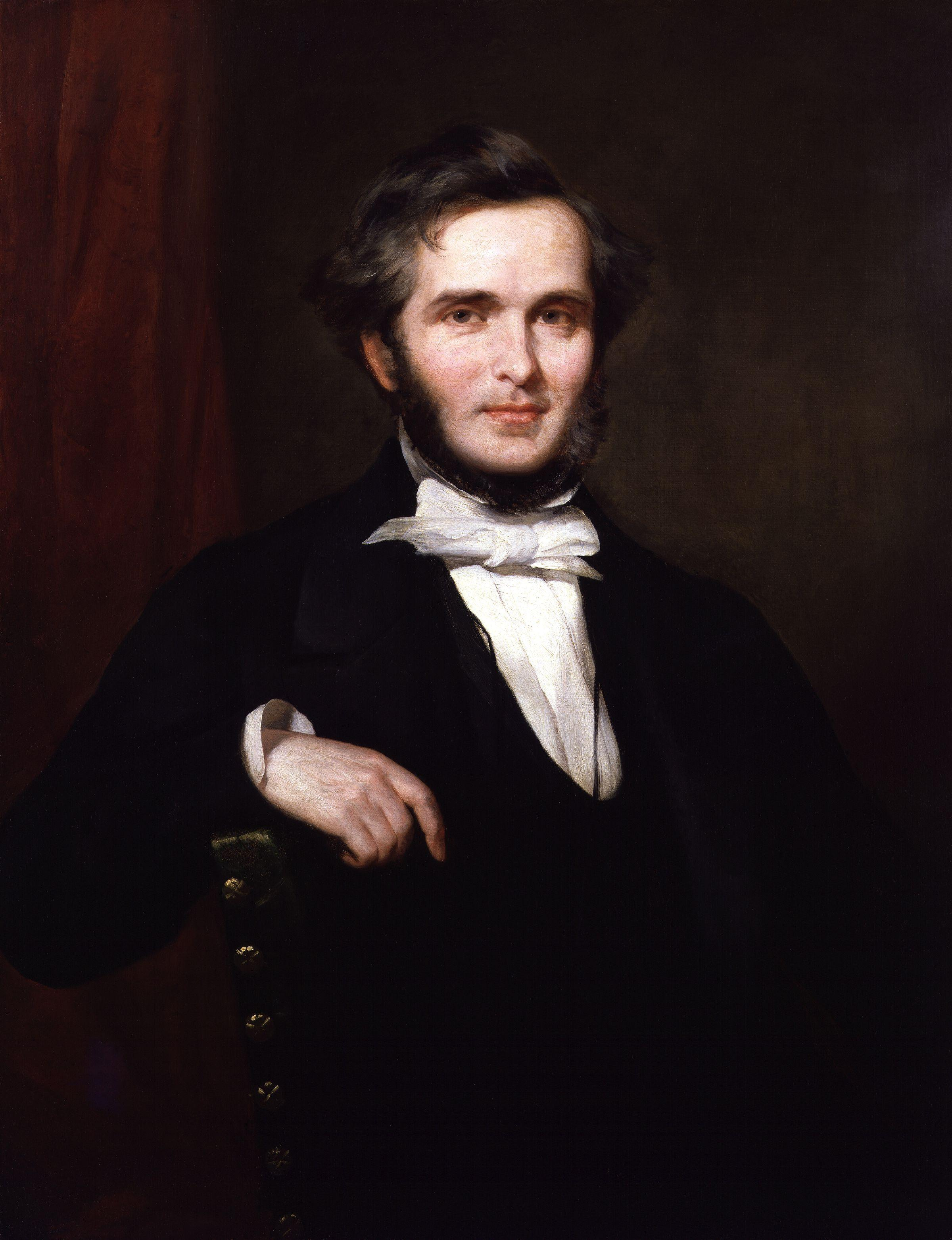
John Curwen, Porträt von William Gush, circa 1857

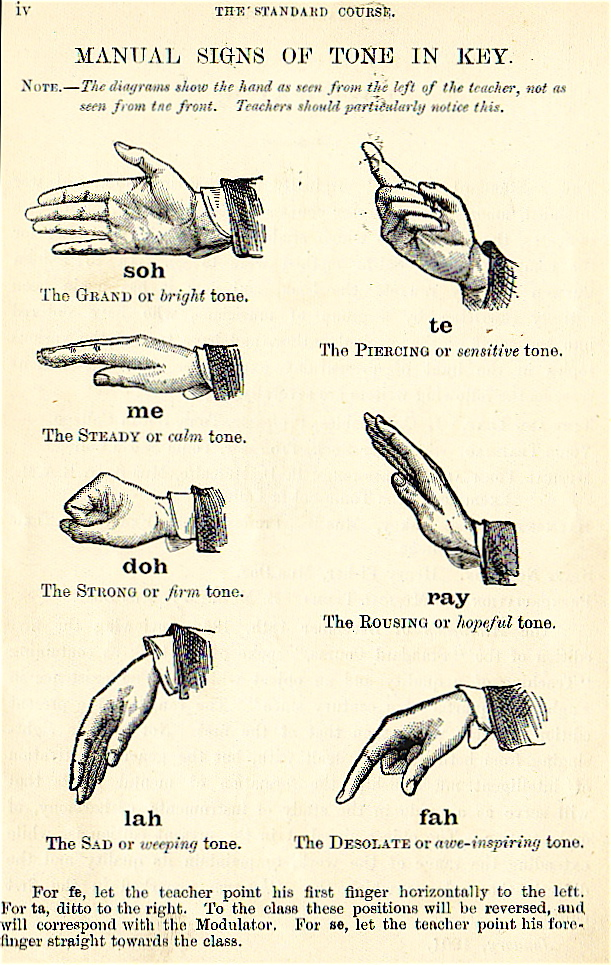
Beschreibung von Curwens Handzeichen

John Curwen (* 14. November 1816 in Heckmondwike, Yorkshire; † 26. Mai 1880 in Manchester) war ein englischer Kongregationalistenprediger, der das von der Musiklehrerin Sarah Ann Glover erfundene Norwich sol-fa als Tonic sol-fa popularisierte. Hierbei handelte es sich um eine auf der Solmisation beruhende und vor allem für Schulen geeignete Methode des Gesangsunterrichts. Die Anregung dazu ging im Jahre 1841 von dem Beschluss einer Konferenz der Sonntagsschullehrer in Hull aus.
1843 erschien Curwens Grammar of Vocal Music, 1853 gründete er die Tonic Sol-Fa Association (Tonic-sol-fa-Gesellschaft), 1863 die Tonic Sol-Fa Agency (den späteren Verlag J. Curwen & Sons) und 1879 das Tonic Sol-Fa College. Bereits 1864 gab er sein Predigeramt auf und widmete sich ganz der Ausbildung seiner Methode. 
Von seinen weiteren Unterrichtswerken sind zu nennen: 
- The Standard Course of Lessons and Exercises or The Tonic Sol-Fa Method (1861, 2. Aufl. 1872)
- Musical Statics (1874, 2. Aufl. 1906)
- The Teacher's Manual of the Tonic Sol-Fa Method (1875)
- How to Observe Harmony (1861, 2. Aufl. 1875)
- Tonic Sol-Fa Primer (bei Novello)
- Musical Theory (1879)

Außerdem gab er ab 1851 eine Monatsschrift heraus (The Tonic Sol-Fa Reporter) und veröffentlichte viele klassische Werke (Oratorien usw.) in Tonic-sol-fa-Notierung.
Auch sein Sohn John Spencer Curwen (* 30. November 1847 in Plaistow; † 6. August 1916 in London) verfasste mehrere Schriften über die Tonic-sol-fa-Methode sowie eine Biographie seines Vaters (Memorials of John Curwen, 1882). Ab 1866 war er Herausgeber des Musical Herald.
Dessen Sohn John Kenneth Curven übernahm 1920 den Verlag und führte ihn bis zu seinem Tode am 25. Februar 1935. 